# Edoras
Edoras est la capitale du Rohan, royaume de la Terre du Milieu, dans le légendaire de l'écrivain britannique J. R. R. Tolkien. Elle apparaît notamment dans Les Deux Tours, le deuxième tome du Seigneur des anneaux.

## Géographie
La cité d'Edoras est construite sur une colline dans l'une des vallées des Montagnes Blanches.

## Histoire
La première capitale du Rohan était Aldburg, dans le Folde. Edoras fut construite par Eorl le Jeune ou son fils Brego au XXVIe siècle du Troisième Âge.
La ville fut prise en 2758 T. A. par Wulf, fils de Freca, qui usurpa le trône. Fréaláf, l'héritier légitime, parvint à reprendre la ville par la ruse.

## Meduseld
Meduseld est le palais des rois du Rohan, construit sous le règne de Brego, fils d'Eorl le Jeune. Il est également appelé « Château d'or », car son toit et ses portes sont recouverts d'or.
L'intérieur du château est décrit par Tolkien au moment de l'entrée d'Aragorn, Legolas, Gimli et Gandalf (Livre III, chapitre VI) : il comprend une grande salle du trône soutenue par des piliers sculptés et parée de tentures et tapisseries contant l'histoire du Rohan. Le sol est pavé de dalles colorées et de runes entrelacées. Face aux portes, au nord, se trouve le trône doré du roi, sur une estrade haute de trois marches. Le mur Est est percé de multiples fenêtres qui éclairent l'intérieur. Au centre, un feu permet de réchauffer la pièce, la fumée pouvant s'échapper par un trou percé dans le toit.

## Étymologie
Edoras est un terme en vieil anglais, pluriel de edor (eodor), qui signifie « habitation ».
Meduseld signifie « salle de l'hydromel » [mead-hall] en vieil anglais.

## Critique et analyse
La description du palais de Meduseld à Edoras rappelle en de nombreux points celle d'Heorot, la grande salle du roi Hroðgar dans Beowulf. Tolkien reprend même le vers 311 du poème, lixte se leoma ofer landa fela (« sa lumière brille loin sur les environs »), pour le placer, traduit, dans la bouche de Legolas lorsque celui-ci aperçoit au loin Meduseld.

## Adaptations
Edoras a inspiré les dessinateurs, comme John Howe, Alan Lee ou Jef Murray, qui a également illustré Meduseld.
Pour le tournage de l'adaptation cinématographique du Seigneur des anneaux par Peter Jackson, Mike Hefferman a été chargé de la construction de la cité et de ses décors élaborés. Sa construction sur le mont Sunday a débuté en mars 2000 pour se terminer sept mois plus tard. Le toit principal de Meduseld a demandé trois semaines de travail et 10 hectares de blé ont été nécessaires ; le blé était coupé à l'ancienne afin d'assurer le plus haut degré de réalisme. 
Edoras apparaît aussi dans les jeux vidéo The Lord of the Rings: Aragorn's Quest et The Lord of the Rings online.
Dans le jeu vidéo The Elder Scrolls V: Skyrim, la ville de Blancherive est largement inspirée de celle d'Edoras